# 纤线菌属
纤线菌属为钩端螺旋体科的一个属。该属的模式种为伊利诺斯纤线菌（Leptonema illini）。

## 下属物种
- 伊利诺斯纤线菌 Leptonema illini Hovind-Hougen, 1983